# الصلول (الطويلة)

تعديل مصدري - تعديل

الصلول هي إحدى قرى عزلة بني الحجاج بمديرية الطويلة التابعة لمحافظة المحويت، بلغ تعداد سكانها 695 نسمة حسب تعداد اليمن لعام 2004.